# Louis Le Vau

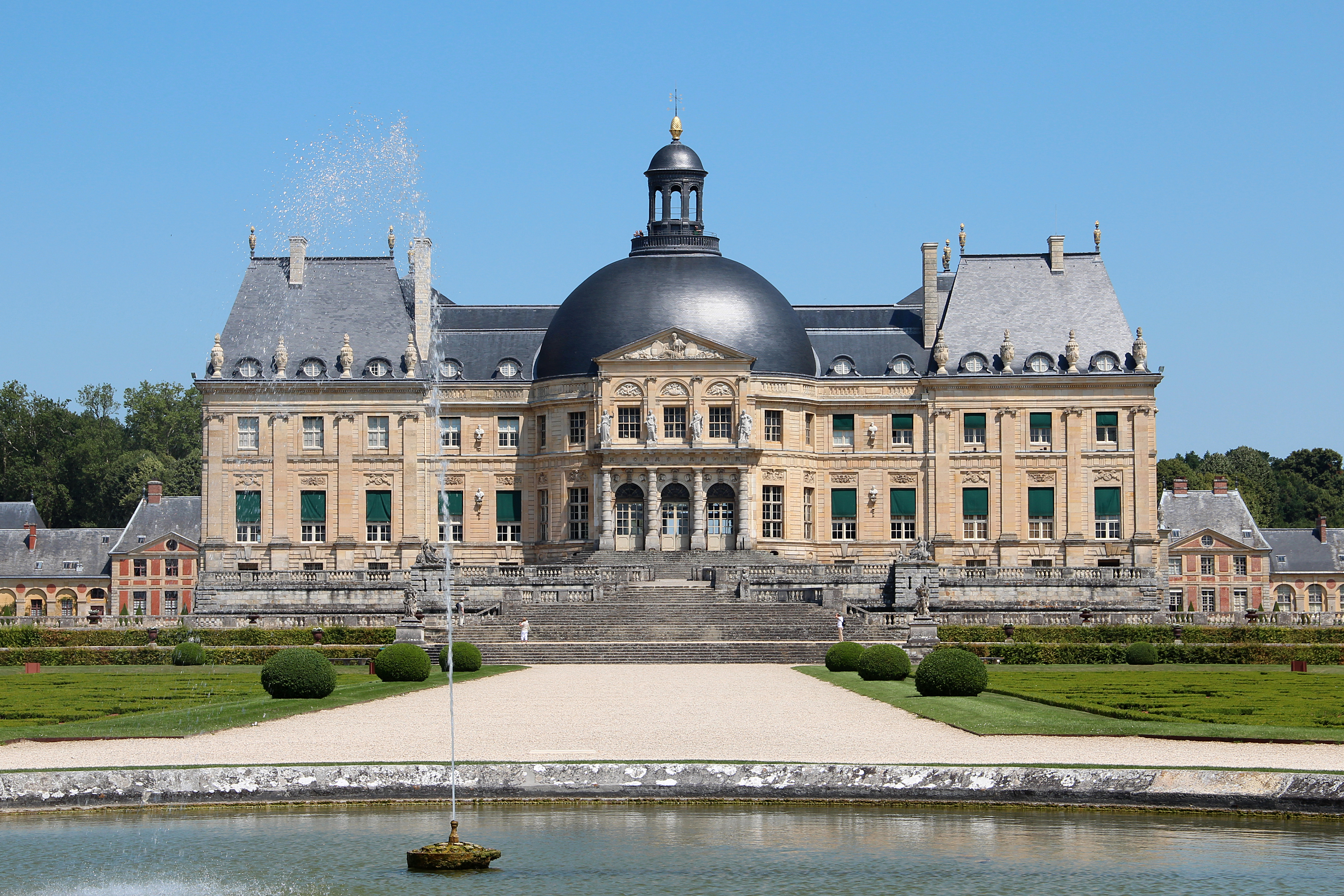
Vaux-le-Vicomte od strony południowej

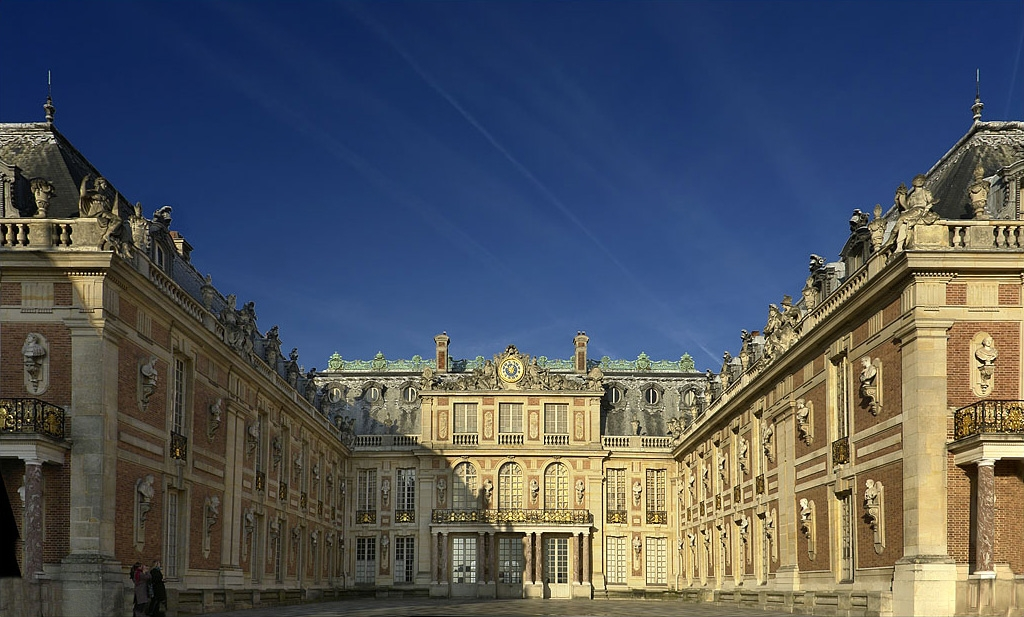
Pałac w Wersalu

Louis Le Vau (ur. 1612 lub 1613 w Paryżu, zm. 11 października 1670 tamże) – francuski architekt, jeden z głównych przedstawicieli barokowego klasycyzmu we Francji, jeden z najważniejszych architektów czasów Ludwika XIV. Był autorem licznych domów i pałaców w pobliżu Paryża, w tym Vaux-le-Vicomte i Wersalu, istotnych dla powstania tzw. stylu Ludwika XIV.
Nieznany jest przebieg edukacji Le Vau. Jedna z hipotez mówi, że uczył się u swojego ojca kamieniarza. Pierwszą realizacją młodego architekta był Hôtel de Bautru (1634-37, zniszczony). Wraz z ojcem pracował przy domach na Île Saint-Louis. W 1639 roku rozpoczął budowę Hôtel Lambert, wzniósł także Hôtel de Lauzun (1656-58), Collège des Quatre Nations - obecnie Institut de France (od 1662) i szpital La Salpetrière w Paryżu. Pracował przy paryskich kościołach Saint-Sulpice i Saint-Louis-en-l'Ile oraz podczas rozbudowy Luwru, Tuileries i zamku Vincennes.
W 1654 roku zastąpił Jacques’a le Mercier na stanowisku Premier Architecte, później został Intendant des Bâtiments du Roi. Tworzył wówczas dla króla oraz najbardziej znaczących osobistości, m.in. Nicolasa Fouqueta, dla którego wraz z Charlesem Le Brun i André Le Nôtre stworzył zespół parkowo-pałacowy Vaux-le-Vicomte (1656-61). Ci sami artyści pracowali dla Ludwika XIV przy przebudowie Wersalu; Le Vau prace nadzorował aż do swojej śmierci.
Jego grobowiec znajduje się w kościele Saint Germain l’Auxerrois w Paryżu.